# SNL 코리아 시즌 5
《SNL 코리아》의 다섯 번째 시즌은 2014년 3월 1일부터 11월 29일까지 tvN에서 방송되었다. 이 시즌부터 시청 등급이 15세 이상 시청가로 하향 조정되었다.

## 크루
- 신동엽
- 정성호
- 김민교
- 유세윤
- 안영미
- 박재범
- 정상훈
- 서유리
- 권혁수
- 나르샤
- 김두영
- 김태희
- 한은성
- 이세영
- 강유미

## 코너
- 〈자수 구찌쇼〉 (진행: 유세윤)

## 에피소드
| 전체 번호                                                     | 시즌 번호 | 호스트                               | 게스트                                             | 본 방송 날짜     | 시청률(%) |
| ------------------------------------------------------------- | --------- | ------------------------------------ | -------------------------------------------------- | ---------------- | --------- |
| 72                                                            | 1         | (없음) "리턴즈 2014"                 | 윤형빈, 서두원, 송가연, 김재경, 박광현, 홍진호     | 2014년 3월 1일   | 1.964     |
| 73                                                            | 2         | 박성웅                               | 김부선, 최희, 공서영, 홍진호                       | 2014년 3월 8일   | 1.460     |
| 74                                                            | 3         | 박지윤                               | 도희, 홍진호                                       | 2014년 3월 15일  | 1.556     |
| 75                                                            | 4         | 정준하                               | 김가연, 임요환, NS윤지, 이규혁, 홍진호             | 2014년 3월 22일  | 1.671     |
| 76                                                            | 5         | 정성화                               | 브래드, 최정문, 홍진호                             | 2014년 3월 29일  | 1.176     |
| 77                                                            | 6         | DJ DOC                               | 최정문, 홍진호                                     | 2014년 4월 5일   | 1.637     |
| 78                                                            | 7         | 주병진                               | 노사연, 홍진호, 이말년                             | 2014년 4월 12일  | 2.049     |
| 서은광이 크루에서 하차하였다.                                 |           |                                      |                                                    |                  |           |
| 79                                                            | 8         | 조성모                               | 이말년, 홍진호, 임성현, 홍석천                     | 2014년 5월 24일  | 1.760     |
| 80                                                            | 9         | 이휘재                               | 배기성, 홍진호                                     | 2014년 5월 31일  | 1.733     |
| 81                                                            | 10        | 류현경                               | 정엽, 리키 김, G.NA, 허경영, 조성모, 홍진호        | 2014년 6월 7일   | 1.556     |
| 82                                                            | 11        | 온주완                               | 이천수, 홍진호                                     | 2014년 6월 14일  | 1.659     |
| 이세영이 크루로 합류하였고 정이랑이 크루에서 잠정 하차하였다. |           |                                      |                                                    |                  |           |
| 83                                                            | 12        | 김광규                               | 유키스, AOA, 이국주                                | 2014년 6월 21일  | 1.814     |
| 84                                                            | 13        | 정준영                               | 최창환                                             | 2014년 6월 28일  | 1.444     |
| 85                                                            | 14        | 신해철                               | 홍석천, 지수, 양세찬, 이용진                       | 2014년 7월 5일   | 1.377     |
| 86                                                            | 15        | 문희준                               | 레이디 제인, 타히티, 유현상                        | 2014년 7월 12일  | 1.375     |
| 87                                                            | 16        | 다이나믹 듀오                        | DJ 프리미어, 홍진호                                | 2014년 7월 19일  | 1.280     |
| 강유미가 크루로 합류하였다.                                   |           |                                      |                                                    |                  |           |
| 88                                                            | 17        | 장동민, 유상무, 유세윤 "옹달샘"      | 추후 공개                                          | 2014년 7월 26일  | 2.011     |
| 89                                                            | 18        | (없음) "크루쇼"                      | 에네스 카야, 신수지, 곽한구, 김서연                | 2014년 8월 2일   | 1.740     |
| 90                                                            | 19        | 이국주                               | 남주혁                                             | 2014년 8월 9일   | 2.489     |
| 91                                                            | 20        | (없음) "SNL 스페셜"                  | 추후 공개                                          | 2014년 8월 16일  | 1.543     |
| 92                                                            | 21        | 시크릿                               | 김부선                                             | 2014년 8월 23일  | 1.547     |
| 93                                                            | 22        | 김민준                               | 줄리안 퀸타르트                                    | 2014년 8월 30일  | 1.825     |
| 유희열이 크루에서 하차하였다.                                 |           |                                      |                                                    |                  |           |
| 94                                                            | 23        | 조영남                               | 네스티 네스티                                      | 2014년 9월 6일   | 1.775     |
| 95                                                            | 24        | 홍진경                               | 윤성호, 박휘순, 김인석, 황철순                     | 2014년 9월 13일  | 1.765     |
| 96                                                            | 25        | 씨스타                               | 추후 공개                                          | 2014년 9월 20일  | 2.214     |
| 97                                                            | 26        | 강용석                               | MC그리                                             | 2014년 9월 27일  | 2.023     |
| 98                                                            | 27        | 김지훈                               | 이유리                                             | 2014년 10월 4일  | 0.778     |
| 99                                                            | 28        | 걸스데이                             | 추후 공개                                          | 2014년 10월 11일 | 2.099     |
| 100                                                           | 29        | 박준형                               | 장수원                                             | 2014년 10월 18일 | 1.680     |
| 101                                                           | 30        | 파비앙, 다니엘 스눅스, 오타니 료헤이 | 정주리                                             | 2014년 10월 25일 | 1.219     |
| 102                                                           | 31        | 신성우                               | 추후 공개                                          | 2014년 11월 1일  | 1.081     |
| 103                                                           | 32        | 송재림                               | 지코                                               | 2014년 11월 8일  | 1.451     |
| 104                                                           | 33        | 김범수                               | AOA, 김경진, 조정치                                | 2014년 11월 15일 | 1.612     |
| 105                                                           | 34        | 이상민                               | 손승연, 스윙스, 김지현                             | 2014년 11월 22일 | 1.601     |
| 106                                                           | 35        | 윤상현                               | 유병권, 황기순, 김상혁, 곽한구, 채연, 10cm, 박슬기 | 2014년 11월 29일 | 1.076     |
| 정이랑이 크루로 복귀하였다.                                   |           |                                      |                                                    |                  |           |